# میدان هوایی بگرام
میدان هوایی بگرام فرودگاه نظامی‌شده و میزبان پروازهای ترکیبی در نزدیکی شهر قدیمی بگرام، در ۱۱ کیلومتری جنوب غربی مرکز (چاریکار) ولایت پروان در شمال افغانستان است. زیربنای این فرودگاه را شوروی سابق بنا نهاد و بعداز خروج شوروی و اشغال افغانستان توسط ناتو این فرودگاه به دست امریکا بازسازی شدکه در نهایت در تاریخ ۵ ژوئن ۲۰۲۰ ارتش امریکا این فرودگاه را به نیروهایی افغانستان واگذار کرد. 
میدان هوایی بگرام داری ۳ آشیانه بزرگ، یک برج کنترل، چندین ساختمان پشتیبانی و ۱۳۰۰۰۰ متر مربع فضای پرواز است.

## شرکت‌های هواپیمایی و مقصدهای پروازی

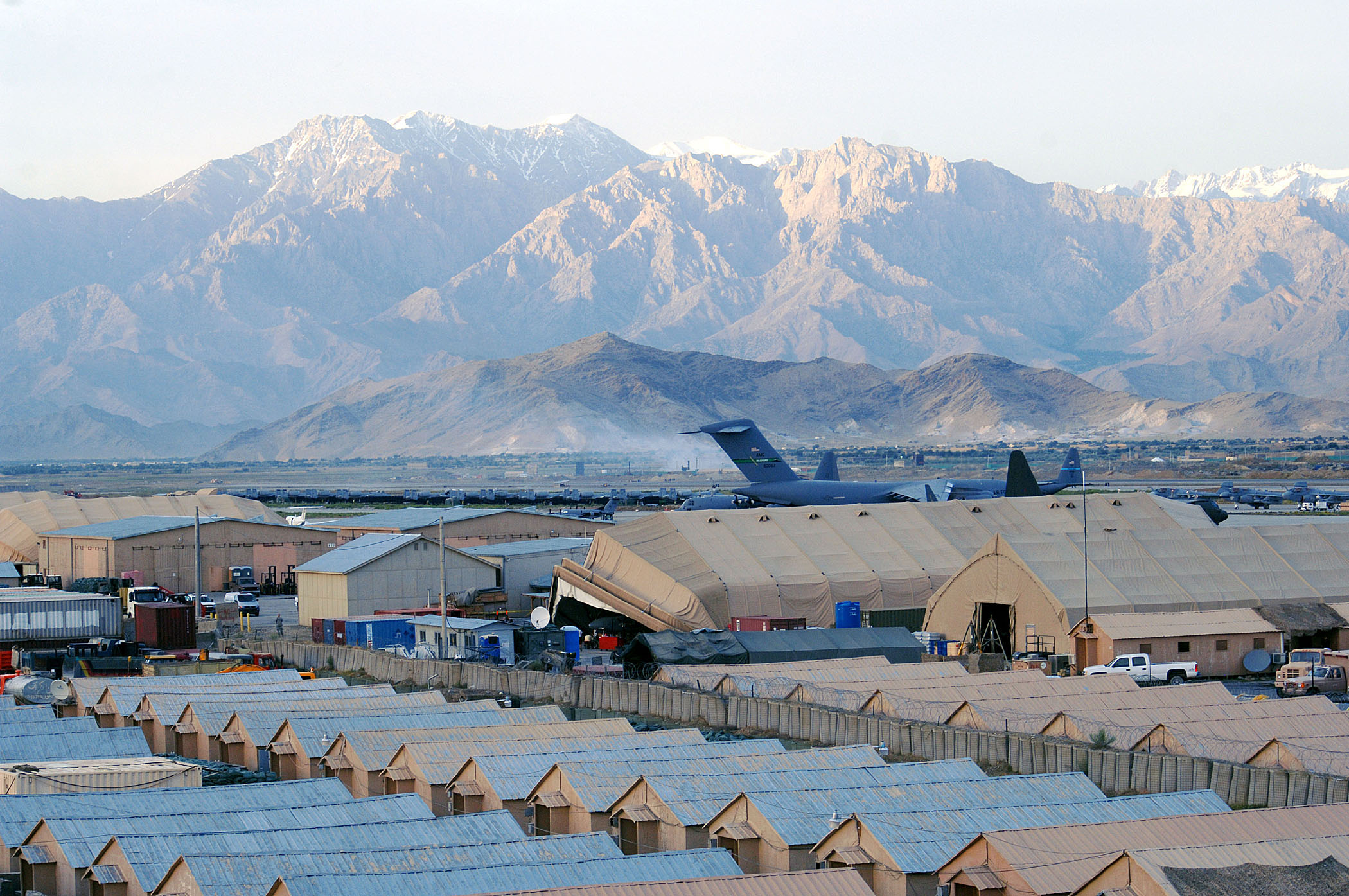
نمایی از پایگاه از برج مراقبت.

مسافری
| شرکت‌های هواپیمایی | مقصدهای پروازی |
| ----------------- | -------------- |
| DFS Middle East   | دوبی           |

### باری
| شرکت‌های هواپیمایی             | مقصدهای پروازی                    |
| ----------------------------- | --------------------------------- |
| کوین ایرویز                   | دوبی                              |
| DHL International Aviation ME | ابوظبی، بحرین، جناح، اقبال لاهوری |
| کالیتا ایر                    | بحرین، فجیره، هنگ کنگ، جناح، ریگا |
| نشنال ایرلاینز                | دوبی                              |
| سیلک وی ایرلاینز              | حیدر علی‌اف                        |